# Florent Renoult
Pour les articles homonymes, voir Renoult.
Florent Renoult est un musicien français, né le 11 septembre 1981 à Pont-Audemer, un petit village normand.

Guitariste de Yan et les Abeilles au début des années 2000, Florent évolue désormais dans le groupe L'Histoire à Bernard. On lui attribue généralement un son plutôt Crunchy & Groovy.

## Discographie
- Avec Yan et les Abeilles :
  - Bleu Olivier (2002)
  - Youpi pour l'abeille, l'anthologie de Yan et les Abeilles (2002)